# Димеринген
Димеринген (фр. Diemeringen) насеље је и општина у источној Француској у региону Алзас, у департману Доња Рајна која припада префектури Саверн.
По подацима из 2011. године у општини је живело 1635 становника, а густина насељености је износила 185,58 становника/km². Општина се простире на површини од 8,81 km². Налази се на средњој надморској висини од 230 метара (максималној 329 m, а минималној 222 m).

## Демографија
| 1962. | 1968. | 1975. | 1982. | 1990. | 1999. | 2011. |
| ----- | ----- | ----- | ----- | ----- | ----- | ----- |
| 1.133 | 1.216 | 1.294 | 1.407 | 1.542 | 1.654 | 1.635 |

График промене броја становника у току последњих година